# Livinallongo del Col di Lana
Livinallongo del Col di Lana (ladinul Fodom, németül: Buchenstein, velenceiül Livinałongo del Col de Lana) község Olaszországban, Veneto régióban, Belluno megyében. Lakosainak száma 1239 fő (2023. január 1.). Livinallongo del Col di Lana Canazei, Colle Santa Lucia, Cortina d’Ampezzo, Rocca Pietore, Badia és Corvara in Badia községekkel határos.

## Közigazgatás
A község közigazgatási területe 30 részközségre (vicinie, località) van felosztva. A részközségek az egész Buchenstein-völgy (Fodom-völgy) területén szétszórva fekszenek. (Zárójelben a ladin nyelvű településnév):
| - Alfauro(Fèver) - Andraz (Andrać) - Arabba (Rèba) - Brenta (Brenta) - Castello (Ciastèl) - Cernadoi (Cernadou) - Cherz (Chierz) - Contrin (Contrin) - Collaz (Colàć) - Corte (La Court) - Davedino (Davedin) - Fedèra - Larzonei (Larcionèi) - Livinè (Liviné) - Ornella (Ornela) | - Palla-Agai (Pala-Daghè) - Pallua (Palua) - Pieve di Livinallongo (La Plié da Fodóm) - Renaz (Renać) - Ruaz (Ruać) - Roncat (Roncat) - Salesei (Salejei) - Sief (Sief) - Sottinghiazza (Sotinglacia) - Soraruaz (Souraruać) - Sottil (Sotil) - Vallazza (Valacia) - Varda (Vèrda) - Visinè di Là (Visiné de Là) - Visinè di Qua (Visiné de Qua) |

A községek közös önkormányzata a völgy „főhelységében”, Pieve di Livinallongo frakcióban működik. A Pordoi-hágó és a Campolongo-hágó útjainak találkozásánál fekvő Arabba településrész ma ismert, nagy forgalmú télisport-központ, a Dolomiti Superski sipálya-szövetség tagja, a völgy gazdasági súlypontja.

## Népesség
A település lakossága az elmúlt években az alábbi módon változott:
| Lakosok száma | 1301 | 1300 | 1239 |
|               | 2017 | 2018 | 2023 |